# Cyperus retrorsus
Cyperus retrorsus là loài thực vật có hoa trong họ Cói. Loài này được Chapm. mô tả khoa học đầu tiên năm 1878.